# Васал
Васал (от келтски gwas – „слуга“, през латински – vassallus и руски – вассал) през Средновековието е феодален владетел, получил от друг феодал – негов сюзерен земя в замяна на задължението да му помага. Васалът полага „васална клетва“, т.е. задължава се да се подчинява на сюзерена, да следва неговите указания по въпросите на външната и вътрешната политика, да му оказва военна подкрепа при нужда и да плаща предварително договорени данъци.
Васалитет е съвкупност от норми и обичаи, които пораждали задължението един свободен човек, наричан васал, да се подчинява и да служи на друг свободен човек – сеньор, както и задължението сеньорът да покровителства и помага на своя васал. В замяна на своята вярност васалът получава от сеньора правото да владее и понякога да предава в наследство поземлен имот – феод.
В междудържавните отношения васалитетът е отношение на зависимост при което съществува подчинение, а не равнопоставеност или доброволен съюз между две държави. Например създаването на Княжество България съгласно чл. 1 от Берлинския договор е пример на васалитет – княжеството е трибутарно и се намира под върховния суверенитет на султана.
Явлението е характерно за ранния и средния стадий от развитието на феодализма. Като понятие е използвано в Древния Рим, царствата в Предна Азия. Със създаване на централизирани национални държави през XVI – XVIII век неговото приложение спада и отмира напълно с разпадането на Османската империя.

## Права и задължения
Завършени феодални отношения се установяват едва след създаването на рицарското съсловие и формирането на групи зависими войници, чиято издръжка сеньорът поема. Срещу отстъпената земя и обещанието за закрила васалът поема редица задължения: определени дни военна служба, периодични плащания на пари или продукти, определен брой присъствия в съда на сеньора, подарък за сина при приемането му в рицарското съсловие, на дъщерята при женитбата и т.н. Сеньорът се задължава при смърт на васала да поеме грижата за малолетните му деца или да намери нов съпруг на вдовицата:с. 19.
По принцип феодалният договор е личен и доброволен и подлежи на отмяна. Сеньорът можел да поднови договора и с наследника на предишния държател, но можел и да отнеме земята, ако васалът не изпълнявал своите задължения. Ако васалът спазвал договора, той можел да отстъпва части от земите на свои васали, но като цяло фиефът трябвало да остане неделим. След XI век тази практика на разделяне зачестява и създава известна лабилност в системата. По този начин някои рицари придобивали фиефове от различни сеньори и трудно можели да изпълняват поетите задължения, което водело до неразрешими по съдебен път конфликти и увеличаване на частните войни.